# World Team Challenge 2018
World Team Challenge 2018 (oficjalnie Joka Classic Biathlon World Team Challenge auf Schalke 2018) – siedemnasta edycja pokazowych zawodów biathlonowych, które rozegrano 29 grudnia 2018 roku na obiekcie biathlonowym Veltins-Arena w Gelsenkirchen. Zawody składały się z dwóch konkurencji: biegu masowego i biegu pościgowego; w obu zwyciężył włoski duet Dorothea Wierer–Lukas Hofer.

## Wyniki

### Bieg masowy
Źródło:.
| Poz. | Nazwisko                                    | Reprezentacja      | Czas [min.] (+kara) |
| ---- | ------------------------------------------- | ------------------ | ------------------- |
| 1.   | Dorothea Wierer / Lukas Hofer               | Włochy             | 33:24,8 (+7)        |
| 2.   | Anaïs Bescond / Emilien Jacquelin           | Francja            | +3,4 (+4)           |
| 3.   | Darja Domraczewa / Ole Einar Bjørndalen     | Białoruś/ Norwegia | +6,1 (+4)           |
| 4.   | Lisa Hauser / Dominik Landertinger          | Austria            | +8,2 (+5)           |
| 5.   | Franziska Preuß / Simon Schempp             | Niemcy             | +21,0 (+6)          |
| 6.   | Denise Herrmann / Benedikt Doll             | Niemcy             | +52,1 (+8)          |
| 7.   | Julija Dżyma / Artem Pryma                  | Ukraina            | +1:02,8 (+6)        |
| 8.   | Veronika Vítková / Michal Krčmář            | Czechy             | +1:10,6 (+8)        |
| 9.   | Jekatierina Jurłowa-Percht / Anton Szypulin | Rosja              | +1:14,7 (+5)        |
| 10.  | Fuyuko Tachizaki / Mikito Tachizaki         | Japonia            | +1:16,2 (+5)        |

### Bieg pościgowy
Źródło:.
| Poz. | Nazwisko                                    | Reprezentacja      | Czas [min.] (+kara) |
| ---- | ------------------------------------------- | ------------------ | ------------------- |
| 1.   | Dorothea Wierer / Lukas Hofer               | Włochy             | 33:23,6 (+6)        |
| 2.   | Franziska Preuß / Simon Schempp             | Niemcy             | +1,2 (+3)           |
| 3.   | Darja Domraczewa / Ole Einar Bjørndalen     | Białoruś/ Norwegia | +24,2 (+3)          |
| 4.   | Denise Herrmann / Benedikt Doll             | Niemcy             | +24,3 (+3)          |
| 5.   | Lisa Hauser / Dominik Landertinger          | Austria            | +1:04,1 (+6)        |
| 6.   | Veronika Vítková / Michal Krčmář            | Czechy             | +1:09,5 (+5)        |
| 7.   | Jekatierina Jurłowa-Percht / Anton Szypulin | Rosja              | +1:48,8 (+4)        |
| 8.   | Julija Dżyma / Artem Pryma                  | Ukraina            | +2:12,3 (+7)        |
| 9.   | Anaïs Bescond / Emilien Jacquelin           | Francja            | +3:11,3 (+8)        |
| 10.  | Fuyuko Tachizaki / Mikito Tachizaki         | Japonia            | +4:58,0 (+9)        |